# Thất Cổ

Vị trí tại Đài Nam

Thất Cổ (tiếng Trung: 七股區; bính âm Hán ngữ: Qīgǔ Qū; bính âm thông dụng: Cigǔ Cyu) là một khu (quận) của thành phố Đài Nam, Trung Hoa Dân Quốc (Đài Loan). Thất Cổ là một quận ven biển, địa hình chủ yếu là đầm phá và rừng ngập mặn. Ngành kinh tế chính của huyện là nông ngư nghiệp. Diện tích của Thất Cổ là 110.1492 km², dân số vào tháng 8 năm 2011 là 24.743 người thuộc 8.046 hộ gia đình, mật độ cư trú đạt 224,6 người/km².